# Alan Hamlyn
Alan Hamlyn (Londra, 5 gennaio 1947) è un ex calciatore inglese naturalizzato statunitense, di ruolo difensore.

## Carriera

### Club
Nativo dell'Inghilterra, ove gioca con il Cobham, nel 1971 si trasferisce negli Stati Uniti d'America, ingaggiato dall'Atlanta Chiefs, con cui raggiunge le finali della North American Soccer League 1971, perdendole contro i texani del Dallas Tornado. Nelle finali del 1971, Hamlyn giocò per gli Chiefs tutte e tre le sfide contro i texani del Tornado.
Rimase in forza agli Chiefs sino al 1973, anno in cui cambiò denominazione in Apollos. 
Per il suo contributo dato al calcio nello stato della Georgia, è stato inserito nel 2017 nel locale famedio calcistico.
Nella stagione 1974 passa ai Miami Toros, con cui, dopo aver vinto la Eastern Division, giunge a disputare la finale del torneo, giocata da titolare, persa ai rigori contro il californiani del L.A. Aztecs. Nel campionato seguente il cammino si interrompe alle semifinali, perse contro i futuri campioni del T.B. Rowdies.
L'ultima stagione ai Toros si conclude invece al quinto ed ultimo posto della Eastern Division.
Nel 1977 passa ai Ft. Lauderdale Strikers, con cui disputa due campionati, raggiungendo le semifinali nell'edizione 1978.
Hamlyn ha giocato anche nei tornei indoor, in forza ai Toros, agli Strikers ed al Cleveland Force, franchigia nel quale ha chiuso la carriera agonistica nel 1979.

### Nazionale
Naturalizzato statunitense, ha giocato tra il 1972 ed il 1975 quattro incontri con la nazionale a stelle e strisce.

## Statistiche

### Cronologia presenze e reti in Nazionale
| Cronologia completa delle presenze e delle reti in nazionale ― Stati Uniti | Cronologia completa delle presenze e delle reti in nazionale ― Stati Uniti | Cronologia completa delle presenze e delle reti in nazionale ― Stati Uniti | Cronologia completa delle presenze e delle reti in nazionale ― Stati Uniti | Cronologia completa delle presenze e delle reti in nazionale ― Stati Uniti | Cronologia completa delle presenze e delle reti in nazionale ― Stati Uniti | Cronologia completa delle presenze e delle reti in nazionale ― Stati Uniti | Cronologia completa delle presenze e delle reti in nazionale ― Stati Uniti |
| Data                                                                       | Città                                                                      | In casa                                                                    | Risultato                                                                  | Ospiti                                                                     | Competizione                                                               | Reti                                                                       | Note                                                                       |
| -------------------------------------------------------------------------- | -------------------------------------------------------------------------- | -------------------------------------------------------------------------- | -------------------------------------------------------------------------- | -------------------------------------------------------------------------- | -------------------------------------------------------------------------- | -------------------------------------------------------------------------- | -------------------------------------------------------------------------- |
| 20-8-1972                                                                  | Saint John's                                                               | Canada                                                                     | 3 – 2                                                                      | Stati Uniti                                                                | Qual. Mondiali 1974                                                        | -                                                                          |                                                                            |
| 29-8-1972                                                                  | Baltimora                                                                  | Stati Uniti                                                                | 2 – 2                                                                      | Canada                                                                     | Qual. Mondiali 1974                                                        | -                                                                          | 86’                                                                        |
| 3-9-1972                                                                   | Città del Messico                                                          | Messico                                                                    | 3 – 1                                                                      | Stati Uniti                                                                | Qual. Mondiali 1974                                                        | -                                                                          | 65’                                                                        |
| 26-3-1975                                                                  | Poznań                                                                     | Polonia                                                                    | 7 – 0                                                                      | Stati Uniti                                                                | Amichevole                                                                 | -                                                                          | 46’                                                                        |
| Totale                                                                     |                                                                            | Presenze                                                                   | 4                                                                          |                                                                            | Reti                                                                       | 0                                                                          |                                                                            |